# Francisco Sánchez Martínez
Francisco Sánchez Martínez (1936, Toledo) es un astrofísico español, fundador y primer director del Instituto de Astrofísica de Canarias. Es considerado un pionero y promotor de la astrófísica en España siendo el primer catedrático de astrofísica en las universidades españolas. Fue precursor del actual IAC, creado en 1975 gracias a la acción coordinada de la Universidad de la Laguna, el CSIC y el Gobierno de Canarias y que en 1982, adquirió su estructura definitiva como un consorcio público de gestión. Descubrió la gran calidad astronómica del cielo de Canarias iniciando su explotación y desarrollo hasta convertirlo en uno de los lugares más importantes de observación del mundo. Ha editado catorce libros de Astronomía y ha dirigido veintiuna tesis doctorales en la Universidad de La Laguna.